# Leonor La Rosa
Leonor La Rosa Bustamante (Lima, 1960) es una militar y exagente del Servicio de Inteligencia del Ejército (SIE) que fue detenida y torturada a fines de 1996, durante el gobierno de Alberto Fujimori, tras confesar que había filtrado a la prensa «información confidencial» como los planes secretos Bermudas, Narval y el Pino. Vive refugiada en Suecia al amparo del Alto Comisionado de las Naciones Unidas para los Refugiados.

## Biografía
Leonor La Rosa Bustamante nació en 1960. Su esposo, Jorge Cantera, fue miembro de la Dirección contra el Terrorismo (DIRCOTE). Se conocieron en 1991 en una operación conjunta entre el SIE y la DIRCOTE, en la que capturaron al dirigente del Movimiento Revolucionario Túpac Amaru (MRTA) Peter Cárdenas Schulte. No formó parte del Grupo Colina y, a pesar de algunas afirmaciones, no fue decisiva para el descubrimiento de los cadáveres de los asesinados en la masacre de La Cantuta. En una entrevista de La República, mencionó que presenció acciones de fraude electoral por parte del partido político fujimorista durante las elecciones generales de 1995 cuando fue miembro de mesa.

## Acusaciones de tortura
De marzo a noviembre de 1996, Leonor La Rosa trabajó infiltrada en el Hospital Militar de Lima. Aparentemente, desempeñaba la labor de relaciones públicas, pero su verdadera misión era «controlar posibles fugas de información a Chile y Ecuador a través de agregados militares de dichos países, que recibían atención médica en el hospital», según sus propias declaraciones. A finales de 1996, La Rosa filtró información al diario La República sobre planes secretos denominados Bermudas, Narval y El Pino.
El 17 de enero de 1997, Leonor La Rosa fue detenida. El 24 de febrero su esposo denunció su detención en un detallado informe donde no mencionó que La Rosa fuera torturada. El 6 de abril de 1997, a través del programa Contrapunto se dio a conocer la denuncia de La Rosa donde alegaba haber sido detenida y torturada a fines de 1996 por otros miembros del Ejército Peruano para que confesara quién había filtrado a la prensa planes secretos para atentar contra políticos, un periodista, un abogado y un canal de televisión. Según la Defensoría del Pueblo del Perú, se señaló que los torturadores le quemaron las manos, las piernas y los brazos, sufriendo además una hemorragia nasal y otra vaginal, destacando la lesión a la médula espinal, que la mantuvo postrada en una silla de ruedas.
Más adelante, Leonor La Rosa también acusó a miembros de dicha institución de ser los autores mediatos e inmediatos del asesinato de la agente Mariela Barreto. Aunque en un principio La Rosa no afirmó haber sido violada, en el año 2002 hizo oficial esta acusación.

### Tratamiento médico
Luego de los reportes de salud, el Gobierno peruano realizó gestiones con el Instituto Nacional de Ortopedia de México para el ingreso de La Rosa con fines de rehabilitación. El 25 de febrero de 1998, La Rosa solicitó su alta voluntaria por disconformidad con el Instituto, manifestando su deseo de ser atendida en Estados Unidos.
El 24 de marzo, el abogado de La Rosa, Heriberto Benítez, y Alma Canseco visitaron a La Rosa con la intención de facilitar su reingreso al Instituto. En este encuentro, La Rosa alegó malos tratos por parte del personal y acusó al Estado peruano de instruir al personal médico para perjudicarla. Asimismo, solicitó un informe médico con diagnóstico, tratamiento, costo y duración estimada. Su entrega condicionaría su reingreso.
El reingreso de La Rosa al Instituto se programó para el 25 de marzo. Sin embargo, el Instituto rechazó el pedido de La Rosa. En respuesta a cartas de Benítez solicitando información para matricular al hijo de La Rosa y tramitar la pensión por invalidez, el Primer Visitador de la Comisión Nacional de Derechos Humanos, Ponce de León, afirmó que se brindaría la información tras el reingreso de La Rosa. Comunicó además la disposición de una ambulancia y habitación para la misma.
Ante ello, Benítez aclaró que la información era necesaria para obtener apoyo económico y tramitar la pensión de invalidez. Ante el fallido intento de reingreso al Instituto, Benítez informó a la Defensoría del Pueblo que el retiro de La Rosa se debió a la negativa del diagnóstico y tratamiento. Señaló también que médicos particulares habían determinado la irreversibilidad de la lesión vertebral, sugiriendo su atención en un instituto neurológico.
Finalmente, el 31 de marzo, La Rosa fue atendida como paciente externa en el Instituto Nacional de Neurología y Neurocirugía de México. Tras gestiones, el Instituto informó sobre la cooperación con el Instituto Nacional de Ortopedia. El 13 de abril, La Rosa recibió la información solicitada, encontrando discrepancias en el nivel de su lesión respecto al reporte médico. Manifestó que no controlaba sus esfínteres, no podía mover su cuello y que el diagnóstico carecía de firma médica.
No obstante, La Rosa se comprometió a reingresar al Instituto, fijando una hora y fecha (15 de abril, 10:00 a.m.). Sin embargo, ese día se dirigió a la Asociación Cristiana para la Abolición de la Tortura. Los camilleros aguardaron hasta las 12:00 p. m., pero La Rosa no acudió para el traslado al Instituto.
El 16 de abril, La Rosa inicialmente afirmó no recordar la cita, aunque luego mencionó haber consultado a especialistas en el Instituto Nacional de Neurología. Al ser preguntada sobre por qué no se internaba allí, alegó que funcionarios de la Subsecretaría de Salud habían ordenado al Instituto no atenderla. La Rosa expresó su desacuerdo con el informe médico proporcionado, considerándolo engañoso y optó por el Instituto de Neurología. Días después, el 22 de abril, La Rosa informó a Benítez sobre un presunto intento de secuestro de sus hijos por individuos mexicanos.

## Investigaciones
Tras las denuncias presentadas, en 1997, el Congreso de la República creó una Subcomisión Permanente Contra el Abuso de Autoridad para que se investigue el caso de tortura de la exagente Leonor La Rosa. Vladimiro Montesinos dispuso la detención del coronel Carlos Sánchez Noriega, el comandante Rafael Salinas y los oficiales Percy Salcedo y Ricardo Anderson por presuntamente estar implicados en el hecho. El 9 de mayo del mismo año, la Sala de Guerra del Consejo Supremo de Justicia Militar (CSJM) condenó a 8 años de prisión a los imputados. El 24 de noviembre, la CSJM absolvió a Sánchez porque no participó en los interrogatorios y a Anderson por estar impedido de caminar durante el tiempo donde se desarrollaron los hechos.
En mayo de 1997, se solicitó levantar el cerco militar, luego que el juez Robinson Lozada Rivera recibiera una solicitud de habeas corpus a favor de la agente.
En mayo de 1998, la Defensoría del Pueblo publicó un informe sobre el asunto de La Rosa. En diciembre del mismo año, la Comisión Interamericana de Derechos Humanos (CIDH) emitió un informe al respecto. Posteriormente, en 1999, la Comisión admitió la solicitud presentada por la parte afectada, estableciendo un plazo de dos meses para que el Estado llegara a una resolución.
En el 2002, La Rosa regresó al Perú de su asilo en Suecia para recibir una indemnización de 100 mil dólares. El gobierno de Alejandro Toledo también ofreció reconocer una pensión y atención hospitalaria permanentes.
Durante las investigaciones, diversos políticos afiliados al fujimorismo trataron de menospreciar las denuncias de tortura y señalaron de falsas las afirmaciones de La Rosa, entre los acusantes figuran los ex congresistas Martha Chávez, Alfredo González y el abogado Mario Amoretti. En 2002, el diario La Razón, de tendencia derechista, realizó portadas de prensa en donde afirmaba que las torturas fueron hechas por la misma La Rosa y que no hubo responsabilidad de los militares ligados a Fujimori y Montesinos.
Posteriormente, en el año 2003, los oficiales acusados de las torturas salieron en libertad. Según se supo, el día 19 de febrero de 1997, La Rosa llegó al Hospital Militar producto de una supuesta hemorragia vaginal producido por el estrés agudo tras haber sido detenida. Como la hemorragia no se detenía, tuvieron que realizarle un legrado uterino. Sin embargo, luego de la operación, ella dejó de respirar y tuvo un paro cardiorrespiratorio. Producto de la falta de oxígeno, el paro afectó su cerebro y con ello su movilidad. Las presuntas señales de tortura que sufrió fueron producto de las marcas de las descargas eléctricas que se le aplicaron cuando sufrió el paro.